# Гольдфус, Дан
Дан Го́льдфус (вариант написания: Дан Го́льдфусс) (ивр. דן גולדפוס‎; род. 28 декабря 1976, Иерусалим, Израиль) — генерал-майор Армии обороны Израиля, нынешний командир Северного корпуса.

## Биография
Дан Гольдфус родился и вырос в Иерусалиме в семье Хаима и Каролины Иды Гольдфус, религиозных выходцев из Южной Африки.
Начал службу в Армии обороны Израиля в марте 1995 года в спецподразделении ВМС «Шайетет 13». Прошёл подготовку в качестве бойца подразделения и принимал участие в боевой деятельности подразделения на юге Ливана, в том числе в операции по эвакуации бойцов подразделения вследствие так называемой «Трагедии Шайетет», в ходе которой 11 бойцов подразделения погибли во время столкновения с боевиками «Хезболлы» около города Ансария в Ливане в сентябре 1997 года.
Прошёл офицерские курсы и был назначен командиром отряда в «Шайетет 13». Помимо прочего, принимал участие в операции «Ноев ковчег» по захвату судна «Карин А» с контрабандой оружия 3 января 2002 года.
С 2002 по 2004 год командовал разведротой разведбатальона бригады «Нахаль», в том числе в рамках действий по противостоянию палестинскому террору в ходе Интифады Аль-Аксы, включая операцию «Защитная стена». За свои действия в ходе командования ротой был удостоен знака отличия Командующего Центральным военным округом.
В 2007 году был повышен в звании до подполковника и назначен командиром боевой эскадры подразделения «Шайетет 13». Командовал эскадрой до 2009 года, в том числе в ходе операции «Литой свинец». С 2009 по 2011 год командовал 931-м батальоном «Шахам» бригады «Нахаль», в том числе в ходе деятельности по обороне границы Израиля с сектором Газа. С 2011 по 2012 год находился на учёбе в Колледже национальной безопасности Армии обороны Израиля, а с 2012 по 2013 год был заместителем командира «Шайетет 13».
6 июня 2013 года Гольдфусу было присвоено звание полковника, и он вступил на должность командира территориальной бригады «Хирам», которой командовал до 12 июля 2015 года. 28 января 2015 года в зоне ответственности бригады под командованием Гольдфуса в районе Хар-Дов на израильско-ливанской границе произошёл инцидент, в ходе которого боевики «Хезболлы» обстреляли из засады из противотанкового оружия патроль израильской армии, убив двух израильских военнослужащих и ранив ещё семерых.
С июля 2015 по март 2017 года командовал резервной воздушно-десантной бригадой «Нешер», параллельно входя в командный состав курса командиров рот и командиров батальонов. Со 2 марта 2017 по 15 августа 2019 года возглавлял бригаду «Нахаль».
16 сентября 2022 года был повышен в звании до бригадного генерала и назначен Главным офицером пехотных и десантных войск (ивр. קחצ"ר‎). Исполнял эту должность до 19 июля 2021 года, после чего выехал на учёбу в США по программе фонда имени Реканати-Каплан в Центра Белфера Школы управления имени Джона Ф. Кеннеди Гарвардского университета.
21 сентября 2022 года вступил на должность командира резервной воздушно-десантной дивизии «Ха-Эш». 17 июля 2023 года было принято решение о назначении Гольдфуса на пост главы Оперативного отдела (ивр. חטיבת המבצעים‎) Оперативного управления Генерального штаба армии, но планы по назначению были отменены вследствие начавшейся 7 октября 2023 года войны в Газе.
7 октября 2023 года, в ходе массового вторжения боевиков ХАМАС из сектора Газа в Израиль, Гольдфус во главе отряда из нескольких бойцов прибыл в 8:00 утра на место резни на музыкальном фестивале в Реиме и лично участвовал в боях с многочисленными отрядами боевиков, передвигаясь между населёнными пунктами, прилегающими к сектору Газа, в том числе на месте резни в кибуце Нахаль-Оз и кибуце Кфар-Аза.
В ходе дальнейших военных действий в секторе Газа под руководство дивизии под командованием Гольдфуса были поочерёдно поставлены силы, составлявшие около половину сил, участвовавших в сухопутном манёвре в секторе Газа, в том числе бронетанковая бригада «Саар ми-Голан», пехотные бригады «Гивати», «Цанханим» и «Бисламах», спецподразделения «Маглан» и «Эгоз». Гольдфус командовал дивизией, помимо прочего, в ходе исполнения возложенной на неё задачи по взятию города Хан-Юниса в секторе Газа, в том числе уничтожения укрепившихся там сил ХАМАСа и подземных туннелей. Исследователь городского боя Джон Спенсер из Института современной войны при Военной академии США отметил, что Гольдфус разработал, впервые в мировой практике применил со своей дивизией и внедрил в израильской армии новаторскую тактику проведения манёвра в густонаселённой жилой зоне с параллельным продвижением сил под землёй по инфраструктуре построенных боевиками подземных туннелей и по поверхности земли над туннелями.
13 марта 2024 года Гольдфус выступил с речью, в которой обратился к израильским политикам всех сторон политического спектра, потребовав от них быть достойными памяти павших бойцов и солдат-резервистов, воевавших плечом к плечу без политических различий, не возвращаться к распрям, царившим накануне войны, сплотить ряды и отмести радикализм из своих рядов. При том, что речь Гольдфуса повлекла, в целом, положительные отклики со стороны политиков, Начальник Генштаба генерал-лейтентант Херци Ха-Леви, хоть одновременно и выразив признание за профессионализм Гольдфуса и его обширный вклад в ходе войны, объявил Гольдфусу строгий выговор в связи с нарушением им принятых принципов политической нейтральности армии, и Гольдфус признал свою ошибку и извинился.
2 мая 2024 года было опубликовано решение министра обороны Йоава Галанта и Начальника Генштаба генерал-лейтенанта Херци Ха-Леви назначить Гольдфуса на должность командира Северного корпуса и Штаба маневрирования на смену генерал-майору Саару Цуру.
После завершения боёв в Хан-Юнисе в апреле 2024 года дивизия под командованием Гольдфуса вела в мае 2024 года боевые действия в городе Джебалия и лагере беженцев Джебалия. В июне 2024 года дивизия вела боевые действия в лагере беженцев Нусейрат, начавшиеся с отвлекающего манёвра дивизии с целью проведения операции «Арнон» по освобождению израильских заложников и прикрытия сил, задействованных в операции. Командовал дивизией до 31 июля 2024 года.
8 октября 2024 года Гольдфусу было присвоено звание генерал-майора (алуф) накануне грядущего назначения, а 9 октября 2024 года он вступил на должность командира Северного корпуса и Штаба маневрирования. В конце 2024 года Штаб маневрирования под руководством Гольдфуса был расформирован на основании решения, принятого ещё до начала войны в Газе.
15 июля 2025 года министр обороны Исраэль Кац утвердил рекомендацию Начальника Генштаба генерал-лейтенанта Эяля Замира, назначить Гольдфуса в ближайшие месяцы на пост командира Штаба глубины — структурного подразделения Генштаба армии, предназначенного для координирования спецопераций армии в оперативно-стратегической глубине, то есть за пределами Израиля.

### Образование и личная жизнь
За время военной службы Гольдфус получил степень бакалавра Междисциплинарного центра в Герцлии (в области политики, администрации и востоковедения) и степень магистра Хайфского университета в рамках обучения в Колледже национальной безопасности (в области политологии).
Женат, отец четырёх детей. Проживает в Эвен-Йехуде в центре Израиля.